# Mecyclothorax unctus
Mecyclothorax unctus är en skalbaggsart som först beskrevs av Sharp 1903.  Mecyclothorax unctus ingår i släktet Mecyclothorax och familjen jordlöpare. Inga underarter finns listade i Catalogue of Life.